# ワリード・シェッディーラ
ワリード・シェッディーラ（Walid Cheddira, 1998年1月22日 - ）は、イタリア・ロレート出身のサッカー選手。セリエA・フロジノーネ所属。モロッコ代表。ポジションはフォワード。

## 経歴

### クラブ
モロッコ人の両親のもと、イタリア・マルケ州のロレートに生まれた。CSロレートでキャリアをスタートさせ、セリエDのサンジュステーゼを経て、2019年7月10日にセリエAのパルマに3年契約で移籍した。同月22日にセリエCのアレッツォにレンタル移籍で加入したのを皮切りに、2020年1月31日にレッコ、同年9月4日にマントヴァ、2021年7月18日にバーリにとそれぞれセリエCのクラブにレンタル移籍で加入した。
2021-22シーズンのセリエC・ジローネCでバーリが優勝を果たしたのち、2022年6月30日に3年契約で同クラブに完全移籍した。セリエBに舞台を移した2022-23シーズン、初戦となった7月31日のコッパ・イタリア予選パドヴァ戦で2得点を挙げると、続く8月7日にセリエAクラブであるヴェローナ相手にアウェイで行われた1回戦ではハットトリックを達成し、4-1での勝ち上がりに貢献した。
2023年8月20日、SSCナポリへの移籍とフロジノーネ・カルチョへのレンタル移籍が発表された。

### 代表
2022年9月12日、同月に行われる2試合のメンバーとしてモロッコ代表に初選出された。23日にスペインのRCDEスタジアムで行われたチリ代表との親善試合で1-0と勝ち越しているなか、後半22分からユセフ・エン＝ネシリに代わってピッチに入りデビューした。試合はモロッコがさらに追加点を挙げ、デビュー戦を2-0の勝利で終えた。2022 FIFAワールドカップでは、準々決勝のポルトガル戦で後半から途中出場したものの、アディショナルタイムに2枚目のイエローカードをもらってしまい退場となった。なお、チームは1-0で勝利し、アフリカ勢初のベスト4へ進出した。

## 代表歴

### 出場大会
- モロッコ代表
  - 2022 FIFAワールドカップ

### 試合数
- 国際Aマッチ 6試合 0得点（2022年-）[15]

| モロッコ代表 | 国際Aマッチ | 国際Aマッチ |
| 年           | 出場        | 得点        |
| ------------ | ----------- | ----------- |
| 2022         | 4           | 0           |
| 2023         | 2           | 0           |
| 通算         | 6           | 0           |

## タイトル

### クラブ
バーリ
- セリエC・ジローネC: 2021-22

### 個人
- セリエB月間最優秀選手: 2022年9月
- コッパ・イタリア得点王: 2022-23

### 勲章
- モロッコ国家勲章（英語版）: 2022[16]